# Casas de Juan Núñez
Casas de Juan Núñez là một đô thị ở tỉnh Albacete nằm ở cộng đồng tự trị Castile-La Mancha của Tây Ban Nha. Đô thị Vilagrassa có diện tích là 88,98 ki-lô-mét vuông, dân số năm 2009 là 1410 người với mật độ 10,85 người/km². Đô thị Vilagrassa có cự ly 27 km so với tỉnh lỵ Albacete.